# رادگوند
رادگوند (لاتین: Radegunda; ۱ ژانویهٔ ۰۵۱۸ – ۱۳ اوت ۰۵۸۷)همسر کلوتار یکم و ملکه فرانک‌ها بود ، او بنیان‌گذار صلیب مقدس ابی در پوآتیه و قدیس حامی چندین کلیسا در فرانسه و انگلستان است. رادگوند فرزند برتاچر بود. عمده شهرت وی به جهت ریاضت‌طلبی بوده است،